# Taking Tiger Mountain (By Strategy)
Taking Tiger Mountain (By Strategy) är ett musikalbum av Brian Eno som lanserades på Island Records i november 1974. Det var Enos andra album som soloartist, men till skillnad från debutalbumet Here Come the Warm Jets lyckades den här skivan inte nå listplacering varken i Storbritannien eller USA. Skivan fick dock ett positivt mottagande av dåtidens musikrecensenter och har fortsatt fått goda omdömen. Robert Christgau gav skivan A- i betyg och den har högsta betyg, fem stjärnor, på webbsidan Allmusic. På skivan medverkar gitarristen Phil Manzanera som Eno tidigare spelat med i Roxy Music.

## Låtlista
(låtar utan angiven upphovsman komponerade av Brian Eno)
1. "Burning Airlines Give You So Much More" - 3:18
2. "Back in Judy's Jungle" - 5:16
3. "The Fat Lady of Limbourg" - 5:03
4. "Mother Whale Eyeless" - 5:45
5. "The Great Pretender" - 5:11
6. "Third Uncle" (Brian Eno, Brian Turrington) - 4:48
7. "Put a Straw Under Baby" - 3:25
8. "The True Wheel" (Eno, Phil Manzanera) - 5:11
9. "China My China" - 4:44
10. "Taking Tiger Mountain" - 5:32